# Adonisea biforma
Adonisea biforma är en fjärilsart som beskrevs av Smith 1906. Adonisea biforma ingår i släktet Adonisea och familjen nattflyn. Inga underarter finns listade i Catalogue of Life.